# Pedro García Barreno
Pedro García Barreno (Madrid, 1943) es un médico especialista en cirugía, investigador y ensayista español. Fue director del Hospital General Universitario Gregorio Marañón de Madrid.
Es catedrático de Fisiopatología y Propedéutica Quirúrgicas en la Universidad Complutense de Madrid. También es miembro de la Real Academia de Ciencias Exactas, Físicas y Naturales, y de la Real Academia Española.

## Biografía
García Barreno desarrolló la mayor parte de su formación médica fuera de la facultad. Tras discrepancias con su profesor de Anatomía, a partir del segundo curso aprende Medicina en el Hospital Provincial de Madrid, donde es académicamente adoptado por Amador Schüller. Más tarde, se especializa en Cirugía instruido por Pedro Gómez Hernández. Completa su formación en Inglaterra.
A los 28 años acude al primer curso de Biología Molecular de la Universidad Complutense de Madrid, que le causa gran impacto. Al poco tiempo, parte hacia Detroit (Estados Unidos) donde permanece dos años practicando cirugía y tratando pacientes en estado de shock. También hace investigación clínica sobre el shock. De vuelta a Madrid, vuelve a interesarse por la Biología Molecular, y forma parte del equipo de Ángel Martín Municio en el Departamento de Bioquímica de la Facultad de Ciencias, compaginando esta actividad con su labor de médico.
Más tarde es nombrado subdirector de investigación del Hospital General de Madrid. En esa época también forma parte, junto con Ángel Martín Municio, del comité responsable de afrontar el síndrome tóxico. Finalmente es nombrado director del Hospital Gregorio Marañón.
El 2 de marzo de 2006 es elegido miembro de la Real Academia Española, tomando posesión del sillón "a" minúscula el 29 de octubre de 2006.

## Obras literarias
La obra de García Barreno se compone principalmente de literatura de divulgación científica.
- Medicina Virtual
- La Ciencia en tus manos
- Canibalismo y vacas locas
- Horizontes culturales: Las fronteras de la ciencia
- 50 años de ADN: La doble hélice
- Introducción al estudio de la Medicina Experimental: Claude Bernard
- 50 años de ADN
- De pócimas y chips
- El legado de Hipócrates

## Premios
- Premio Condesa de Fenosa de Investigación Quirúrgica
- Premio Empresarial a la Innovación (2004)[4]

| Predecesor: Domingo Ynduráin Muñoz       | Académico de la Real Academia Española Sillón a 2006 - Actualmente       | Sucesor: En el cargo (cargo vitalicio) |
| Predecesor: Florencio Bustinza Lachiondo | Real Academia de Ciencias Exactas, Físicas y Naturales Medalla 11 1984 - | Sucesor:                               |